# Підборіжний Олександр Миколайович
 Олександр Миколайович Підборіжний (нар. 1 липня 1995, м. Олешки, Херсонська область — пом. 8 вересня 2022, Дніпро) — старший солдат Національної гвардії України, учасник російсько-української війни, що загинув під час російського вторгнення в Україну в 2022 році.

## Життєпис
Олександр Підборіжний народився 1 липня 1995 року у Олешках на Херсонщині. Навчався в Цюрюпинській гімназії, яку закінчив у 2013 році. У 2018 році закінчив Університет Григорія Сковороди в Переяславі за спеціальністю «Політологія». З 2015 року став добровольцем батальйону оперативного призначення Нацгвардії імені генерал-майора Кульчицького..
Помер 8 вересня 2022 року від поранень, які отримав під час захисту рідної країни від російського агресора. Олександр помер у шпиталі міста Дніпра, за два дні після того, як його групу атакували російські дрони-камікадзе. За його життя боролися в госпіталі Дніпра.
Громадська панахида прощання із загиблим відбулася 10 вересня 2022 року у м. Переяслав.

## Нагороди
- медаль «„За військову службу Україні“» (2023, посмертно) — за особисту мужність і самовідданість, виявлені у захисті державного суверенітету та територіальної цілісності України, сумлінне і бездоганне служіння Українському народові.
- Медаль «За жертовність і любов до України» (УПЦ КП)[4]